# Ъ (паровоз)
Паровоз Ъ (еръ) — пассажирские танк-паровозы, объединенные по классификации 1912 года в единую серию.

## История

### Появление
Первые танк-паровозы серии Ъ появились в 1869—1870 годах. Было построено 13 товаро-пассажирских паровозов типа 0-2-2 (все 13 были построены в Великобритании.). Паровозы эксплуатировались на Поти-Тифлисской железной дороге. Имели среднюю скорость 66 км/ч. Впоследствии по примеру этих паровозов начали строиться другие, такие как Ъкж и Ъж. Создалась целая паровозная группа, объединённая буквой Ъ. В неё входили: Ъ, Ъкж, Ъж, Ъи, Ъп, Ъг, Ъх, Ън.
Второй серией паровозов Ъ стала серия Ъкж. В 1894—1898 годах было построено 14 паровозов. Они были переделаны из тендерных типа 1-2-0 в танк-паровозы типа 1-2-1. Паровозы предназначались для Владикавказской железной дороги.

### Дальнейшие образцы паровозов
В 1897 году был сконструирован один опытный паровоз Ъж типа 1-3-1. Предназначался для эксплуатации на Владикавказской железной дороге, на которой эксплуатировались Ъкж. Паровоз был построен в Ростовских мастерских. Эта модель развивала большую скорость (83 км/ч), по сравнению с предыдущими сериями, но имела недостатки: большой общий (71.3 т) и сцепной (43.1 т) вес. Паровоз так и остался опытным.

Паровоз Ъ типа 1-3-1

Следующими были сконструированы 10 паровозов Ъ (обозначались той же буквой, что и первые модели) в 1897 году. Паровозы были типа 1-3-1. Были построены на Ганноверском машиностроительном заводе в Германии; позже были переделаны в Ъп. В 1903 году в Рыбинских мастерских были переделаны из паровозов типа 1-2-1 Царскосельской железной дороги паровозы Ъи. Переделано 6 паровозов, вес Ъи составлял 71.3 т, сцепной вес — 43.1 т. Паровозы развивали скорость в 80 км/ч.
Следующими были сконструированы 10 паровозов Ъ (обозначались той же буквой, что и первые модели) в 1897 году. Паровозы были типа 1-3-1 с кулисным механизмом Джоя. Были построены на Ганноверском машиностроительном заводе в Германии, позже переделаны в Ъп. В 1903 году в Рыбинских мастерских были переделаны из паровозов типа 1-2-1 Царскосельской железной дороги паровозы Ъи. Переделано 6 паровозов, вес Ъи составлял 71.3 т, сцепной вес — 43.1 т. Паровозы развивали скорость в 80 км/ч.
Эксплуатировались на Московско-Виндаво-Рыбинской железной дороге как локомотивы для «дачных поездов».
Удачными моделями Ъ являются паровозы Ъп. 5 таких паровозов типа 2-3-0 было построено в Путиловском заводе в 1903 и 1907 годах. Предназначались для тех же «дачных поездов» Московско-Виндаво-Рыбинской железной дороги. Вес локомотивов составлял 66 т, сцепной вес — 29 т. Ъп разгонялись до 70 км/ч. Паровозы Ъг переделаны из тендерных паровозов Ж Московско-Казанской железной дороги в 1905 году. Пять локомотивов имели рабочий вес в 73.7 т, сцепной вес в 46.5 т и развивали скорость в 80 км/ч.

Паровоз Ъ^{х}

Паровозы Ъх типа 2-3-1 отличались от других тем, что были полутанковыми, то есть с тендерами. Предназначались для «дачных поездов» Рязано-Уральской железной дороги. было построено 8 Ъх в 1907—1910 годах в Харьковском заводе. Главным конструктором был А. С. Раевский. Вес паровозов составлял 90.4 т, сцепной — 48 и 48.8 т. Выпускались в двух вариантах. Паровозы не удались: сложную четырёхцилиндровую паровую машину компаунд и высокую нагрузку на ось. Паровозы проработали на Рязано-Уральской дороге 15 лет.
В 1910—1911, 1914 в Невском заводе были изготовлены паровозы Ън типа 1-4-1. Всего было построено 14 паровозов. Паровозы были заказаны для Московско-Окружной линии и Юго-Западных железных дорог. Во время постройки Московско-окружной дороги Невскому заказаны 6 танк-паровозов с нефтяным отоплением. Построенные паровозы развивали скорость в 45, 55 км/ч. Вес составлял 85.6 т, сцепной вес — 62 т. Нагрузка от осей на рельсы — 15.5 т. Ещё десять паровозов были заказаны для Юго-Западных железных дорог. 3 апреля 1910 года они совершили опытные поездки при участии членов Комиссии подвижного состава и были утверждены. Модель развила скорость в 75 км/ч.

### Модернизированный паровоз Ъп
Паровозы Ъ типа 1-3-1 были импортированы из Великобритании. Первоначально они были с кулисным механизмом Джоя, имели простую машину с двумя цилиндрами диаметром 480 мм и ходом поршня 600 мм. После модернизации паровозы начали называться Ъп. Эти паровозы были снабжены цилиндрами большего диаметра и с повышенным давлением пара. Работали на участке Туапсе — Адлер, где заменяли паровозы Г. У модернизированных паровозов вес составлял  75.3 т, сцепной вес составлял  46.3 т. Нагрузка от оси на рельсы—15.7 т.